# Wladimir Wladimirowitsch Sliwjak

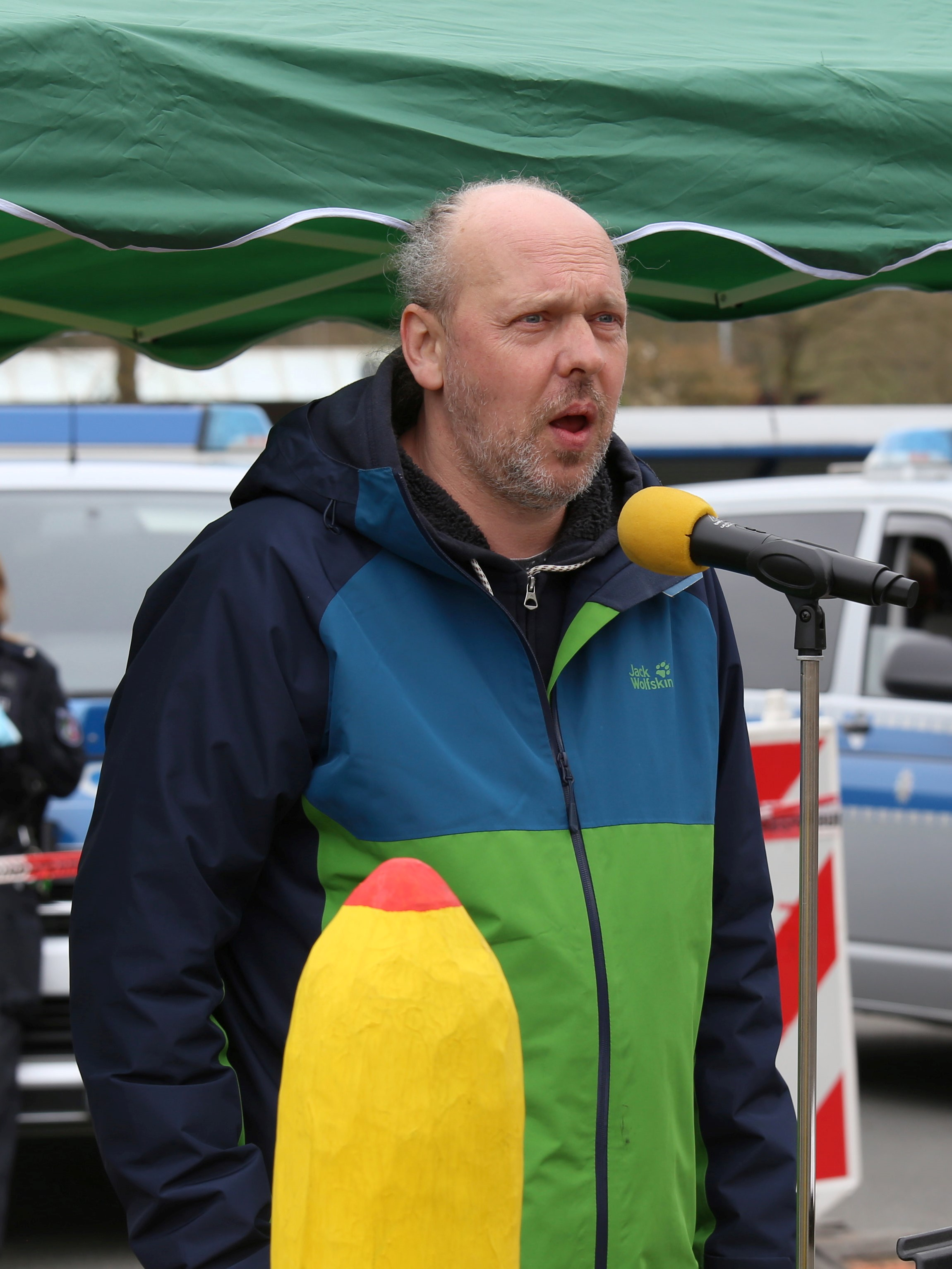
Vladimir Slyviak (2022)

Wladimir Wladimirowitsch Sliwjak (russisch Владимир Владимирович Сливяк; englisch Vladimir Slivyak'; * 30. Juli 1973 in Kaliningrad, Russische SFSR, Sowjetunion) ist ein russischer Umweltaktivist. 2021 erhielt er den Right Livelihood Award.

## Leben und Wirken
Wladimir Sliwjak gehörte zu den Mitbegründern der Umweltorganisation Ökoverteidigung! (russisch Экозащита! / Ekosaschtschita!; englisch Ecodefense!) in Kaliningrad. 1994 erreichte sie die Stilllegung eines Atomkraftwerkes in Litauen. Wladimir Sliwjak war der erste, der auf die Gefahren des Transportes von abgereichertem Uran von Deutschland nach Russland aufmerksam machte.
Von 2011 bis 2015 lehrte er Umweltpolitik an der Hochschule für Wirtschaft in Moskau.
2014 wurde Ökoverteidigung! als erste Umweltorganisation als ausländischer Agent in Russland eingestuft. Wladimir Sliwjak klagte dagegen und wehrte sich gegen die damit verbundenen Einschränkungen wie auch andere Mitglieder der Organisation.
2016 veröffentlichte er das Buch From Hiroshima to Fukushima. 2019 drehte er mit anderen einen Dokumentarfilm über die Zerstörungen der Landschaft und Gefährdungen für die Gesundheit im Kohlegebiet des Kusbass.
2021 erhielt Wladimir Sliwjak den Right Livelihood Award, der auch als Alternativer Nobelpreis bezeichnet wird.
2022 folgte die Kür zum Stromrebell 2022 der Elektrizitätswerke Schönau.